# Jan Ullrich
Jan Ullrich (Rostock, RDA, 2 de diciembre de 1973) es un exciclista alemán profesional. Pese a ser especialmente fuerte en la contrarreloj, se defendía bien en todos los terrenos, siendo un ciclista que luchaba siempre por los puestos de honor en la clasificación general, especialmente en el Tour de Francia. Realizó toda su carrera (1994-2006) en el equipo Telekom/T-Mobile, salvo la temporada 2003, que corrió en el Team Bianchi.
Entre sus logros más importantes están sus victorias en el Tour de Francia 1997 y en la Vuelta a España 1999, además de ser bicampeón del Mundial en Contrarreloj (1999 y 2001). También ganó dos medallas olímpicas en los Juegos Olímpicos de Sídney 2000: oro en Ruta y plata en Contrarreloj.
Sus mayores éxitos tuvieron lugar en el Tour de Francia. En total, subió al podio de la clasificación general del Tour en siete ocasiones de las ocho que participó: una vez 1.º (1997), cinco veces 2.º (1996, 1998, 2000, 2001, 2003) y una vez 3.º (2005), aunque este último podio fue anulado siete años después por una sanción en febrero de 2012, cuando ya estaba retirado. La ocasión en que no subió al podio, acabó 4.º (2004). Fue, además, el mejor joven del Tour en tres ocasiones (1996, 1997, 1998), récord que compartía con el luxemburgués Andy Schleck, tras ser superados por Tadej Pogačar en 2023.
Tras estallar la Operación Puerto contra el dopaje en Madrid (España) justo antes del Tour de Francia 2006, no volvió a competir, retirándose oficialmente del ciclismo profesional en febrero de 2007.

## Biografía

### Vida previa
Nació en una ciudad al nordeste de Alemania en la ex RDA, bajo la influencia soviética en la educación, Jan practicó todo tipo de deportes, balonmano, fútbol, boxeo y natación, destacando principalmente en atletismo y ciclismo.
Creció en un ambiente deportivo muy estricto, largas concentraciones, entrenamientos exhaustivos, carentes de ambientes sociales y familiares, típicos de la RDA, donde se perfilaban los físicos prodigiosos a la misma vez que se forjaban personalidades delicadas.
Jan Ullrich fue el segundo hijo de una familia de cuatro hermanos, que fueron abandonados por la figura paterna. Su madre decidió alistarlo en la SC Dynamo Berlin máximo exponente de las Kinder und Jugendspartakiade donde Jan a la edad de 13 años fue considerado uno de los mejores potenciales del país al ganar en varias especialidades.
Ullrich ganó su primera carrera ciclista con 11 años. Fue educado en el sistema de entrenamiento deportivo de la extinta RDA, acudiendo a la escuela de deportes KJS en Berlín en 1986. En 1988, era el campeón de la RDA. La escuela cerró dos años después, tras la caída del Muro de Berlín en 1989. Ullrich, su entrenador Peter Sager y sus compañeros de equipo se unieron a un club amateur en Hamburgo hasta 1994. En 1991, fue 5.º en los campeonatos del mundo ciclocrós amateur.
En 1993, a la edad de 19 años, fue Campeón del Mundo de Ciclismo en Ruta en la categoría Amateur (sub-23) en los Mundiales de Oslo, donde fue proyectado directamente al profesionalismo. Casualmente, ese mismo año, su futuro rival, el estadounidense Lance Armstrong fue Campeón del Mundo de Ruta en la categoría Profesional (élite).

### Primeros años como profesional
En 1994, con Becker como agente, Ullrich debutó como profesional en el equipo Telekom de Walter Godefroot. Terminó tercero por detrás de Chris Boardman en el Campeonato del Mundo de Contrarreloj celebrado en Agrigento (Sicilia).
Ullrich no destacó en sus primeros 18 meses como profesional. En 1995 se convirtió en el Campeón de Alemania de Contrarreloj. También logró entrar en el top 10 en etapas de la Vuelta a Suiza de 1995. Con 21 años, quiso debutar en el Tour de Francia 1995, pero Godefroot pensó que era demasiado joven. En cambio, fue a la Copa Hofbrau, donde terminó 3.º. Posteriormente empezó la Vuelta a España, abandonando en la 12.ª etapa.

### Tour de Francia 1996
Ullrich renunció a una plaza en el equipo olímpico alemán de 1996 para debutar en el Tour de Francia. Terminó la etapa prólogo a 33 segundos del vencedor. Se mantuvo dentro del top 20 de la general hasta la 7.ª etapa, montañosa, en la que el pentacampeón del Tour Miguel Induráin no pudo aguantar el ritmo de los mejores. Ullrich finalizó a 30 segundos del vencedor de la etapa, a 22 segundos de su compañero de equipo y jefe de filas Bjarne Riis, mientras que Induráin cedió 4 minutos. En la siguiente etapa, finalizó en el mismo grupo que Induráin, a 40 segundos de Riis. En la novena etapa, Riis se hizo con el maillot amarillo, mientras que Ullrich llegó a meta 44 segundos más tarde, posicionándose 5.º en la general, a 1 minuto y 38 segundos de Riis.
En las últimas etapas de montaña, Ullrich mejoró hasta colocarse 2.º en la general, aunque siguió cediendo tiempo ante Riis, hasta quedar a unos 4 minutos de él. Ullrich ganó la última contrarreloj, logrando su primera victoria de etapa en el Tour, y recortando 2 minutos y 18 segundos a Riis. Este hecho llevó a Miguel Induráin a decir que Ullrich ganaría un día el Tour, añadiendo que era una victoria significativa considerando que Ullrich había estado trabajando para Bjarne Riis. Ullrich negó los comentarios que decían que lo habría hecho mejor si no hubiese ayudado a Riis, afirmando que Riis había inspirado al equipo. Finalmente, Ullrich finalizó 2.º en la general en su primera aparición en el Tour de Francia, a 1 minuto y 41 segundos de su jefe de filas en el Telekom, Bjarne Riis.

### Tour de Francia 1997

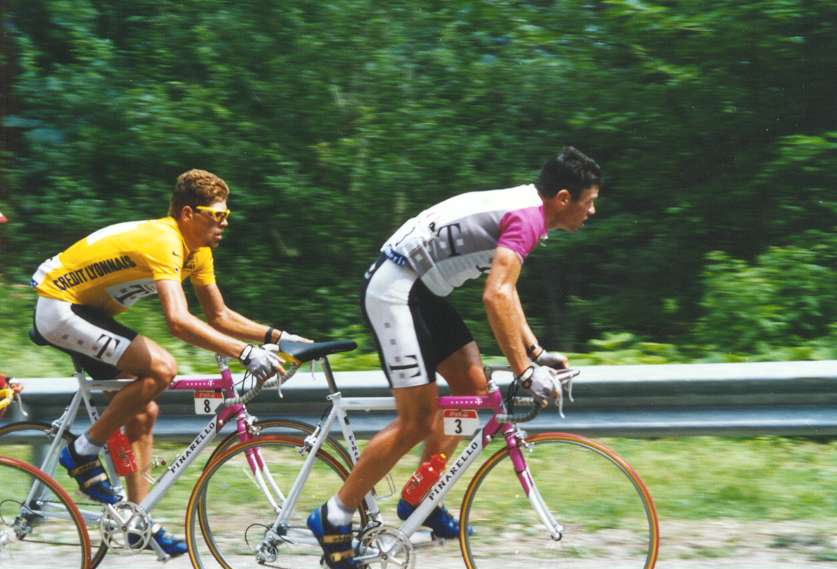
Ullrich con su compañero de equipo Udo Bölts atravesando las montañas de los Vosgos durante el Tour de Francia 1997.

Ullrich tuvo dos victorias antes de que empezara el Tour de Francia 1997: una etapa de la Vuelta a Suiza y el Campeonato de Alemania de Ciclismo en Ruta. Empezó fuerte el Tour, finalizando segundo en la etapa prólogo, solo por detrás de Chris Boardman. En la 9.ª etapa, la primera etapa de montaña ganada por Laurent Brochard, Ullrich trabajó para Bjarne Riis, jefe de filas en el equipo Telekom. Solo en el último ascenso, cuando Richard Virenque atacó, Ullrich reaccionó. Riis sufrió para no perder terreno y finalizó a 30 segundos de Richard Virenque, Marco Pantani y Jan Ullrich. En la 10.ª etapa, de Luchon a Ordino-Arcalís, en Andorra, con Riis otra vez cediendo terreno, Ullrich se retrasó al coche del equipo a pedir permiso para poder atacar. Volvió a la cabeza del grupo, atacó y subió como un cohete hasta la cima dejando atrás a Pantani y Virenque, logrando más un minuto de ventaja, lo que le valió su primer maillot amarillo. L'Équipe agasajó a Ullrich titulando "Voilà le Patron" ("Aquí está el jefe"). Ullrich ganó la 12.ª etapa, una contrarreloj, logrando una renta de tres minutos entre él y el segundo clasificado de la general, Virenque, quien había partido tres minutos antes que él y que acabó siendo doblado.
Marco Pantani atacó en la etapa de Alpe d'Huez. Ullrich, que aventajaba en 9 minutos a Pantani en la general, solo cedió 47 segundos. Pantani atacó de nuevo en la etapa de Morzine y ganó, pero Ullrich limitó de nuevo su pérdida. En la contrarreloj final, ganada por Abraham Olano (4.º en la general), Ullrich aumentó su ventaja sobre Richard Virenque y el día siguiente, en París, se convirtió en el primer ciclista alemán en ganar el Tour de Francia. Con 23 años, Ullrich era el cuarto ganador más joven desde 1947. Dos semanas después ganó la HEW Cyclassic de Hamburgo. Otras dos semanas más tarde, Ullrich quedó segundo en el GP de Suiza, solo vencido al sprint por Davide Rebellin. Fue elegido «Deportista del Año» en Alemania en 1997.

### Tour de Francia 1998
Ullrich defendía su victoria del año anterior en 1998. Se hizo con el maillot amarillo en la 7.ª etapa, una contrarreloj de 58 km. Pero etapas después Marco Pantani dio un giro al Tour con una épica victoria en la larguísima etapa con final en Les Deux Alpes, que empezó en el Galibier. Ullrich estaba sin compañeros cuando Pantani atacó, además pinchó y los nervios le traicionaron en el peor momento. El italiano llegó al Galibier en solitario; las carreteras estaban húmedas por el tiempo. El descenso, peligroso, aumentó la renta de Pantani sobre Ullrich. Para cuando se llegó a pie del último puerto, Les Deux Alpes, "El Pirata" tenía una ventaja de unos cuatro minutos. El equipo Telekom envió a Udo Bölts y después a Bjarne Riis para ayudar a Ullrich. Marco Pantani se vistió el maillot amarillo de líder al perder Ullrich casi 9 minutos en esa etapa, y quedando 4.º en la general, a seis minutos de "El Pirata".
Ullrich atacó en la 16.ª etapa en el Col de la Madeleine. Solo Pantani punto seguirle, realizando Ullrich todo el trabajo. Cerca de la cima, empezaron a trabajar juntos. Ullrich ganó en un sprint de foto finish, colocándose 3.º en la general. Ganó la última contrarreloj, de 20 km, finalizando 2.º en la general final.
El Tour 98 estuvo marcado por los escándalos de dopaje (Caso Festina), ganándose el apelativo de «Tour de Dopage».

### Vuelta a España 1999
En 1999, durante la Vuelta a Alemania, Ullrich cayó al engancharse con su compañero Udo Bölts en la 3.ª etapa. La lesión provocada en la pierna le impidió participar en el Tour de Francia, que fue el primero de los siete Tours consecutivos ganados por Lance Armstrong. Debido a ello, Ullrich se fijó como objetivo prepararse para el Campeonato del Mundo de Contrarreloj en octubre, decidiendo acudir también a la Vuelta a España.

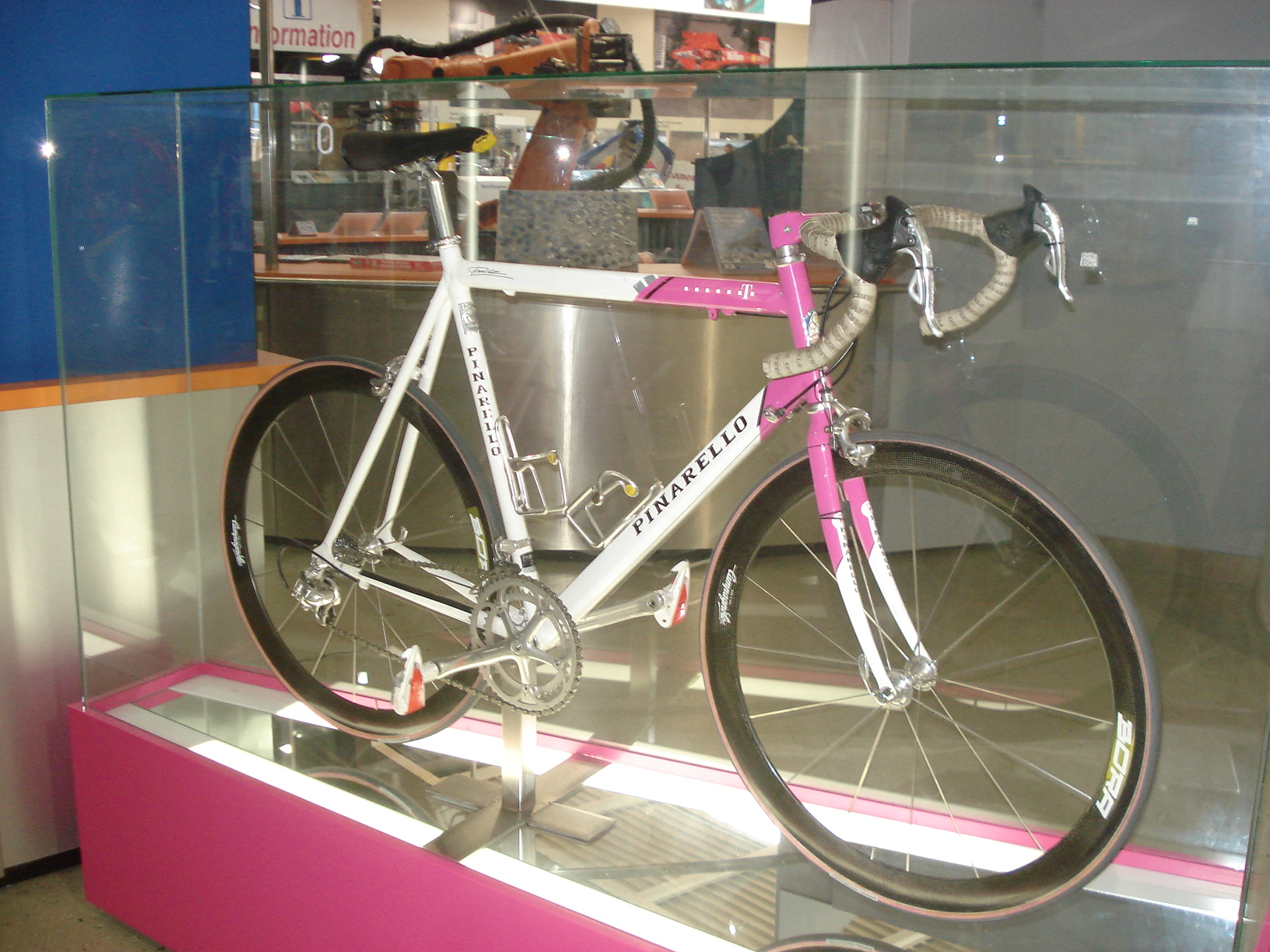
Bicicleta de Jan Ullrich

En la primera etapa de montaña, Ullrich ganó por estrecho margen a Abraham Olano (del equipo ONCE), ganador de la Vuelta a España el año anterior, en un sprint de grupo en el que también estaban Frank Vandenbroucke, Roberto Heras y Davide Rebellin. Olano logró el maillot oro de líder, con Ullrich segundo. Olano ganó la siguiente etapa, una contrarreloj, con cerca de un minuto sobre Ullrich, e incrementó su ventaja en la 8.ª etapa. En la 11.ª etapa, Ullrich recuperó 30 segundos a Olano. Ullrich se puso líder en la 12.ª etapa ganada por Igor González de Galdeano, en la que Olano terminó a siete minutos de Ullrich. Galdeano se colocó 2.º en la general, convirtiéndose una amenaza para Ullrich. En la 18.ª etapa, Banesto y otros equipos españoles intentaron destronar a Ullrich, quien pasó apuros en la última cima, aunque limitó su pérdida de tiempo respecto a Galdeano al recuperarse en el tramo final. En la última contrarreloj, Ullrich ganó sacando alrededor de 3 minutos al segundo en la etapa (Alex Zülle) y se impuso finalmente en la general por algo más de 4 minutos respecto a Igor González de Galdeano. De esta forma, Ullrich ganó su segunda Gran Vuelta.
Semanas más tarde, ganó también el Campeonato del Mundo de Contrarreloj, al imponerse al sueco Michael Andersson y al británico Chris Boardman.

### El eterno segundo por detrás de Lance Armstrong

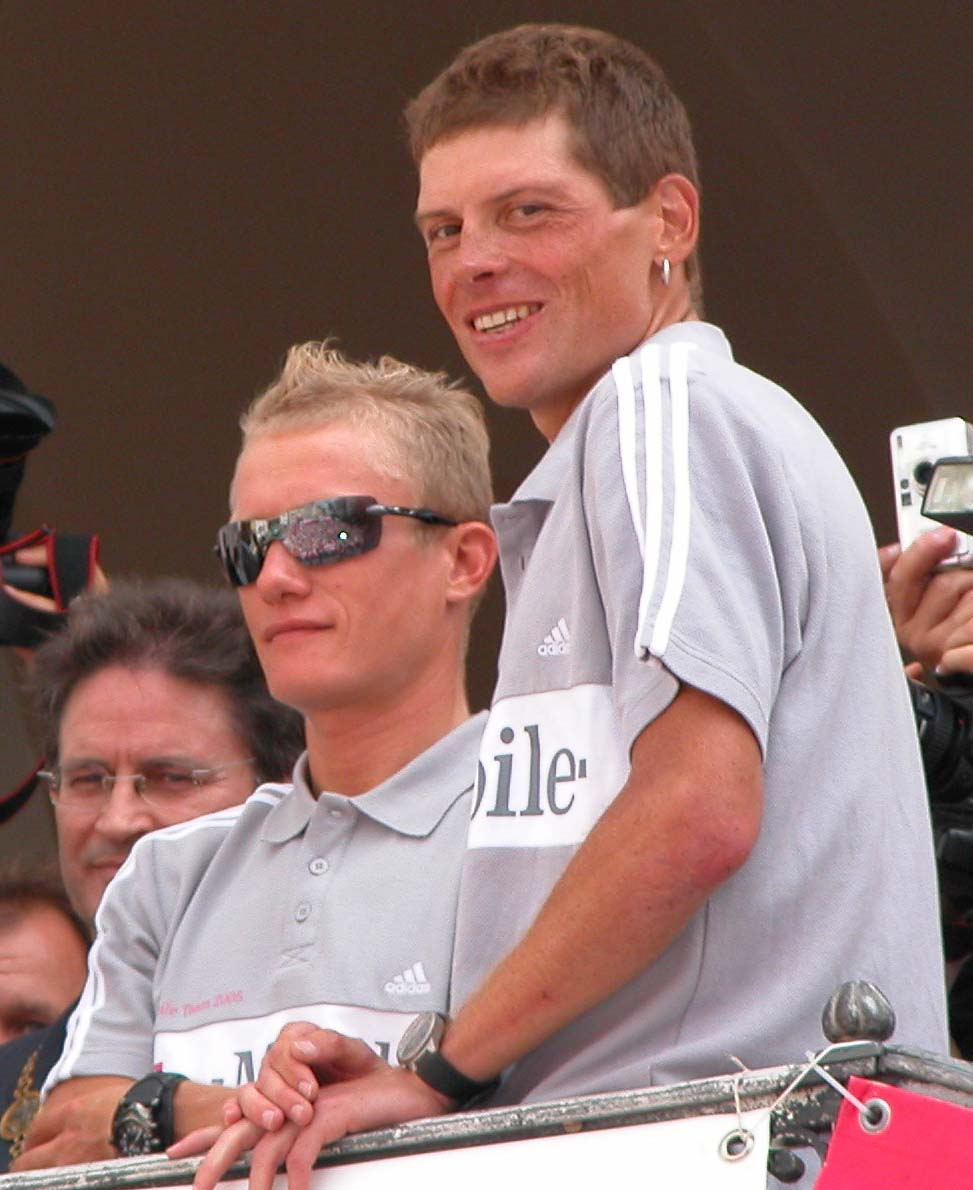
Ullrich junto a su compañero de equipo Alexandre Vinokourov.

El Tour de Francia 2000 brindó una lucha entre Ullrich, Marco Pantani y Lance Armstrong por primera vez. Armstrong se mostró como el más fuerte del pelotón y ganó tanto en 2000 como en 2001, mientras que Ullrich fue 2.º en ambos Tours. Ullrich se cayó en una etapa del Tour 01 y Armstrong le esperó hasta que se montó en la bicicleta y regresó al grupo de los favoritos. Ullrich dijo que la imposibilidad de batir a Armstrong fue el motivo que le llevó a la depresión el siguiente año.
Ullrich tuvo una destacada participación en los Juegos Olímpicos de Sídney 2000. En la Prueba en Ruta, tras establecer un grupo de tres ciclistas con otros dos compañeros del Telekom, el kazajo Alexandre Vinokourov y el también alemán Andreas Klöden, Ullrich ganó la medalla de oro, con Vinokourov logrando la de plata y Klöden la de bronce, logrando así un histórico podio copado por ciclistas del equipo Telekom. En la Prueba de Contrarreloj, Ullrich ganó la medalla de plata, a escaso margen del oro del ruso Viatcheslav Ekimov, pero quedando por delante de Lance Armstrong, que fue tercero (bronce).
En mayo de 2002, a Ullrich le fue retirada su licencia de conducir tras un accidente de coche bajo los efectos del alcohol. Tras una muestra sanguínea que dio positivo por anfetaminas en junio de 2002, el equipo Telekom rescindió su contrato con Ullrich, que fue sancionado seis meses. Dijo haber tomado éxtasis junto a anfetaminas. Además, frecuentaba habitualmente el guay. No había competido hasta enero debido a una lesión en su pierna, y el comité disciplinario de la Federación Alemana de Ciclismo acordó que no había consumido drogas para mejorar su rendimiento deportivo (es decir, no era dopaje), por lo que la suspensión fue mínima.

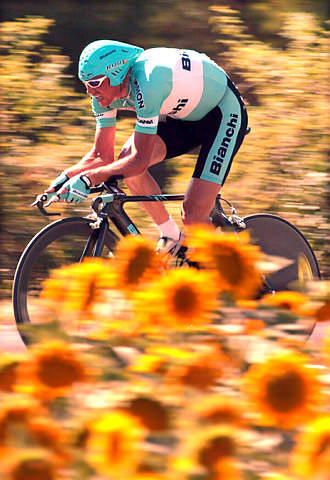
Ullrich, con el maillot del Team Bianchi en el Tour de Francia 2003

En enero de 2003, Ullrich y su consejero Rudy Pevenage se unieron al Team Coast, aunque debido a los problemas financieros de Coast, el equipo fue reemplazado por el Team Bianchi, que mantuvo la misma estructura. Ullrich regresó a la competición en marzo de 2003, y el 21 de abril ganó la clásica alemana Vuelta a Colonia tras una escapada en solitario de más de 50 kilómetros a una velocidad media superior a los 44 km/h, en lo que fue calificada como una victoria impresionante por los cronistas.
El Tour de Francia 2003 fue el primero en muchos años en el que Ullrich no era considerado uno de los favoritos a la victoria final. Sin embargo, sería la vez que estuvo más cerca de desbancar a Lance Armstrong. En la primera semana, Ullrich se sintió mal y estuvo a punto de retirarse de la carrera. Perdió 1 minuto y medio respecto a Armstrong en los Alpes. Pero se recuperó en la contrarreloj, recortando minuto y medio a Armstrong, quien tuvo problemas debido al calor. Al día siguiente, le sacó de rueda en el Tourmalet, y le sacó otros 7 segundos que, junto a la bonificación, hicieron un total de 19 segundos, quedando Ullrich a solo 15 segundos en la clasificación general. En la etapa con final en Luz Ardiden, a medio camino de la última subida, el manillar de Armstrong se enganchó con la bolsa de un espectador, cayéndose al suelo junto a Iban Mayo. Ullrich, que se salvó de la caída por poco, esperó al estadounidense, éste alcanzó el grupo y, poco después, atacó sacando 40 segundos a Ullrich, que ya no pudo recuperar. La contrarreloj final se antojaba decisiva. En una crono marcada por la lluvia, Ullrich tuvo un accidente, perdiendo sus opciones de ganar la etapa y la general del Tour. Finalmente, terminó 2.º en la general, a solo 1 minuto del tejano.
Alemania declaró a Ullrich deportista del año en 2003.
Para 2004, Ullrich volvió al Team Telekom, renombrado como T-Mobile. Ganó la Vuelta a Suiza. En el Tour finalizó 4.º en la general, a 8:50 de Armstrong, a quien acompañaron en el podio su compatriota y compañero de equipo Andreas Klöden, 2.º, y el italiano Ivan Basso, 3.º. Por primera vez en su carrera, Ullrich quedaba fuera del podio en el Tour.

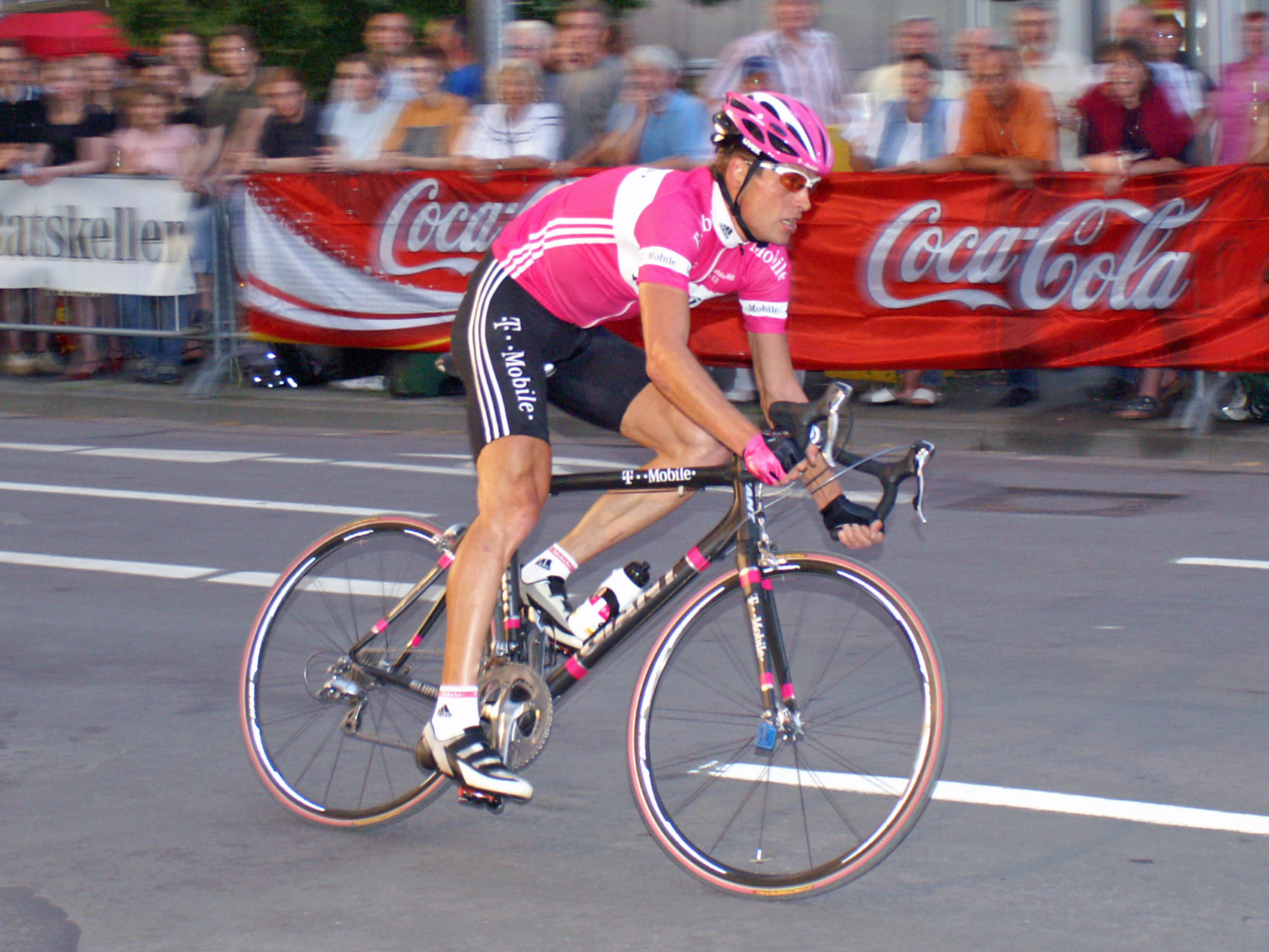
Jan Ullrich en Hannover

En 2005, tras competir poco en los primeros meses del año, apareció en la Vuelta a Suiza, donde finalizó tercero, por detrás de Aitor González y Michael Rogers.
Un día antes del inicio del Tour de Francia 2005, Ullrich estaba entrenando cuando el coche de su equipo se paró inesperadamente; Ullrich golpeó la ventana trasera, apareciendo en el asiento trasero del coche. Menos de 24 horas después, fue superado por Armstrong en la contrarreloj inicial. Ullrich cayó de nuevo en las montañas, magullándose las costillas. No pudo seguir el ritmo a Armstrong ni a Basso. Ullrich empezó a centrarse en terminar por delante de Michael Rasmussen en la general, para poder subir al podio en París. Fue segundo en la última contrarreloj, solo superado por Armstrong. Rasmussen tuvo numerosos percances y cambios de bicicleta, por lo que Ullrich fue finalmente 3.º en la general, subiendo al podio, aunque este resultado fue anulado siete años después por una sanción retroactiva en febrero de 2012.

### Post-Armstrong

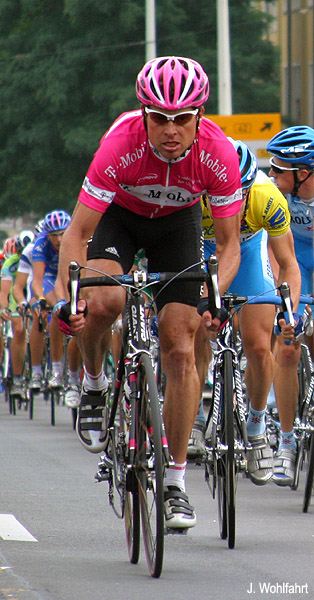
Ullrich, disputando la Vuelta a Alemania de 2005

Lance Armstrong se retiró después del Tour de Francia 2005. Ullrich decidió correr uno o dos años más. A principios de 2006, algunos informes aseguraban que Ullrich estaba en mejor forma que en años anteriores y que podía estar listo para su segunda victoria en el Tour. Ullrich finalizó 115.º en el Tour de Romandía el 30 de abril. Sin embargo, se lesionó la pierna fuera de temporada, lo que podría haber limitado sus prestaciones en el Tour de Francia 2006 en caso de haber llegado a participar en él (véase abajo).
En mayo, corriendo el Giro de Italia para preparar el Tour, Ullrich ganó la 11.ª etapa, una contrarreloj individual de 50 km, aventajando en 28 segundos a la maglia rosa, Ivan Basso, quien a su vez sacó 33 segundos a Marco Pinotti. Solo cinco ciclistas finalizaron a menos de dos minutos de Ullrich. Ullrich abandonó el Giro en la 19.ª etapa, por dolores de espalda. Rudy Pevenage aseguró que el problema no era grave, aunque Ullrich prefería evitar problemas de cara al Tour.
Ullrich ganó el Tour de Suiza por segunda vez, al ganar la contrarreloj final, que le valió subir del tercer al primer puesto de la general.
No obstante, todos estos resultados fueron anulados siete años después por una sanción retroactiva en febrero de 2012.

### Operación Puerto y retirada

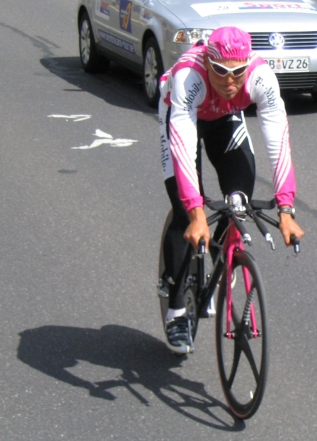
Jan Ullrich

Ullrich fue nombrado en las semanas anteriores al Tour de Francia 2006 en torno a la reciente Operación Puerto realizada en España, una trama de dopaje supuestamente liderada por el médico español Eufemiano Fuentes. Ullrich negó los rumores. Sin embargo, el 30 de junio de 2006, un día antes del inicio del Tour, fue suspendido de su participación, al igual que otros ciclistas (como Ivan Basso); el motivo de su exclusión por parte de la organización de la ronda gala se debió a su posible implicación en la Operación Puerto, un hecho no demostrado en ese momento. Ullrich mantuvo que no tenía nada que ver con el doctor Fuentes.
El 20 de julio de 2006, Ullrich fue expulsado de su equipo, el T-Mobile. El mánager general de la formación, Olaf Ludwig, lo hizo público durante la 18.ª etapa del Tour, entre Morzine y Mâcon. Ullrich afirmó que dicho despido era «inaceptable», y declaró lo siguiente: «Estoy muy decepcionado porque esta decisión no me fue comunicada personalmente, sino que fue enviada por fax a mis abogados. Me parece vergonzoso que, después de tantos años de buena cooperación y tras todo lo que he hecho por el equipo, esté siendo tratado como un número de fax».
El 3 de agosto de 2006, el experto en dopaje Werner Franke afirmó que Ullrich gastó por valor de 35.000 € en productos dopantes por año, basándose en los documentos secretos de la Operación Puerto. Una juzgado alemán impuso una orden de silencio a Franke después de descubrir que no había pruebas suficientes para relacionar a Ullrich con el dopaje. El 14 de septiembre de 2006, la polícía alemana entró en la casa de Ullrich y recopiló material de ADN mientras Ullrich estaba de luna de miel con su esposa Sara.
El 18 de octubre de 2006, Ullrich cesó su relación laboral con su fisioterapeuta personal Birgit Krohme. Este hecho aumentó la especulación sobre si Ullrich había abandonado sus esperanzas de volver a la competición. Ullrich negó dichos rumores. El 25 de octubre de 2006, un documento del juzgado español encargado de la Operación Puerto mostrado en su página web personal indicaba que no se presentaban cargos contra el ciclista por parte de la Justicia española.
El lunes 26 de febrero de 2007, Ullrich se retiró. En la conferencia de prensa realizada en Hamburgo, afirmó: «Hoy termino mi carrera como ciclista profesional. Nunca hice trampa como ciclista». Dijo que trabajaría como asesor del equipo Team Volksbank.

### Sanción tardía

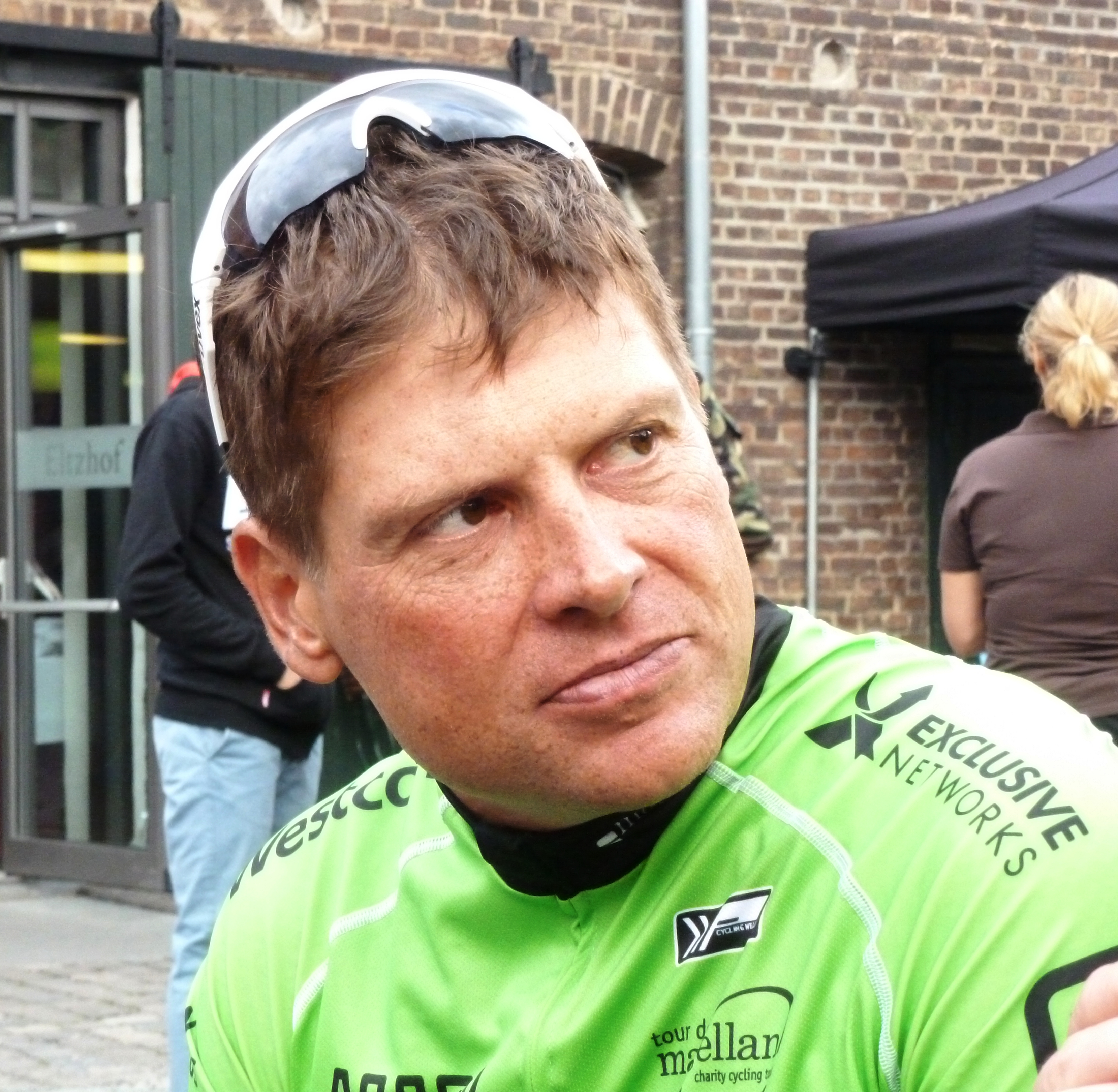
Ullrich en 2014 durante el Tour de Magellan

El 4 de abril de 2007, se hizo público que la muestra de ADN (adquirida por la policía durante el registro de su casa meses antes) había sido probada «sin ninguna duda» como idéntica a la de nueve bolsas de sangre incautadas en la consulta de Eufemiano Fuentes durante la Operación Puerto. Dichas bolsas tenían los nombres en clave «número 1», «Jan» o «hijo de Rudicio».
El 9 de febrero de 2012, el TAS (Tribunal de Arbitraje Deportivo) rechazó la petición de la UCI de retirar al alemán la licencia deportiva de por vida por su caso de dopaje en la Operación Puerto, al considerar que el positivo de Ullrich en 2002 se debió al consumo de anfetaminas, pero sí le impuso una sanción de 2 años, desde mayo de 2005 a mayo de 2007, por lo que se le anulaban todos los resultados conseguidos en ese intervalo de tiempo. Dicha sanción implicó, entre otros, que Francisco Mancebo subiese al podio del Tour de Francia 2005, y que Koldo Gil ganase la Vuelta a Suiza de 2006, a pesar de que ellos también estuviesen implicados en dicha trama de dopaje. El alemán recibió la misma sanción que el pinteño Alberto Contador, sancionado poco antes, con la diferencia de que Ullrich llevaba 5 años retirado del ciclismo profesional.
El 24 de julio de 2013 su nombre apareció en el informe publicado por el senado francés como uno de los treinta ciclistas que habrían dado positivo en el Tour de Francia 1998 con carácter retrospectivo, ya que analizaron las muestras de orina de aquel año con los métodos antidopaje actuales.

## Bicicletas Ullrich
En mayo de 2006, lanzó las bicicletas de la Colección Jan Ullrich, que él ayudó a desarrollar. Los tres modelos de bicicleta tomaban su nombre de la carrera de Ullrich.

## Vida privada

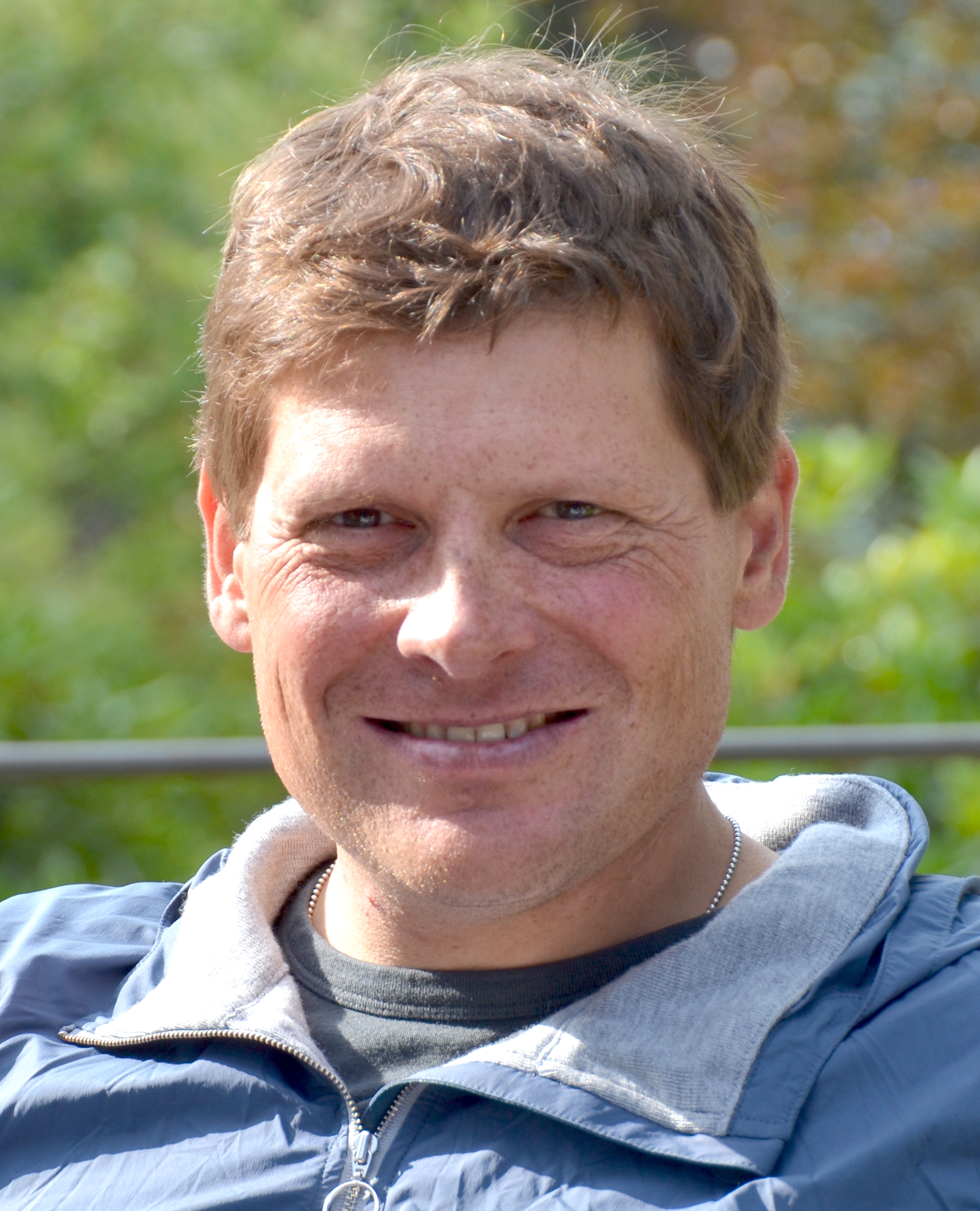
Jan Ullrich (2014)

Jan Ullrich vivió en Merdingen (Alemania) desde 1994 a 2002 con su compañera Gaby Wiss, con quien tuvo una hija, Sarah Maria, el 1 de julio de 2003. Se mudaron a Scherzingen (Suiza) en 2002. Tras separarse en 2005, posiblemente por la negativa de Wiss a ser objetivo de la prensa por la conflictiva vida de famoso de Ullrich, este continuó viviendo en Scherzingen. Gaby Wiss volvió con Sarah Maria a Merdingen. En septiembre de 2006, Ullrich se casó con Sara Steinhauser, hermana de su antiguo compañero de equipo y entrenamiento, Tobias Steinhauser. Su primer hijo, Max, nació con cinco semanas de adelanto el 7 de agosto de 2007. En 2018 se separó de Sara, y ésta se marchó de casa llevándose a los 3 hijos de ambos.
Continuó participando, ya pasados los 40 años, en marchas cicloturistas y pruebas para veteranos.
Sin embargo, desde la separación de su segunda mujer, Ullrich ha protagonizado varios incidentes con los cuáles ha dejado mala imagen pública. Ya en 2014 había sido objeto de arresto por conducir ebrio y provocar un accidente con dos heridos, pero los hechos con más repercusión se produjeron en agosto de 2018, cuando fue detenido por entrar en la casa de su antiguo vecino, el actor alemán Til Schweiger, al que, supuestamente, amenazó. En el periódico Bild reconoció que no estaba pasando un buen momento después de la separación de su pareja e hijos y que eso le ha llevado a "hacer cosas de las que se arrepiente".
El 10 de agosto de 2018, menos de una semana después del altercado con Schweiger, Ullrich fue arrestado de nuevo, esta vez por agredir a una escort en un hotel de lujo en Fráncfort. La fiscalía consideró que no había motivos para pedir su ingreso en prisión, por lo que se dictó su puesta en libertad. Sin embargo, ante el estado del exciclista se procedió a ordenar su ingreso en una unidad psiquiátrica justo después de este hecho. Salió poco después e inició una terapia de desintoxicación a mitad de la cual afirmó que se sentía "mucho mejor".
En octubre de 2018, tras desintoxicarse en un centro especializado en Miami, Ullrich publicó una carta en el diario alemán Bild en la que reconoce que está enfermo y que va a luchar por salir de esa situación, y también pidió perdón a todas las personas a las que hizo daño con su comportamiento.
A principios de 2020, el hermano de Jan, Thomas, comentó que el ex-campeón del Tour 97 se encuentra mucho mejor y que se ha vuelto a subir en la bicicleta a entrenar en un grupo reducido de corredores.
Unos meses más tarde, su antiguo director, Rudy Pevenage, confirmó que, tras dos duros años de rehabilitación, Jan Ullrich está limpio y alejado de las drogas y del alcohol.

## Palmarés
| 1994 - 2.º en el Campeonato de Alemania Contrarreloj - 3.º en el Campeonato Mundial Contrarreloj 1995 - Campeonato de Alemania Contrarreloj 1996 - 2.º en el Tour de Francia, más 1 etapa y clasificación de los jóvenes - Regio-Tour, más 1 etapa 1997 - 1 etapa Vuelta a Suiza - Tour de Francia , más 2 etapas y clasificación de los jóvenes - Luk-Copa Buhl - Vattenfall Cyclassics - Campeonato de Alemania en Ruta 1998 - 2.º en el Tour de Francia, más 3 etapas y clasificación de los jóvenes - Vuelta a Berlín - Sparkassen Giro Bochum - Vuelta a Núremberg 1999 - Vuelta a España, más 2 etapas - Campeonato Mundial Contrarreloj 2000 - Coppa Agostoni - 2.º en el Tour de Francia - Juegos Olímpicos en Ruta - 2.º en los Juegos Olímpicos Contrarreloj | 2001 - Campeonato de Alemania en Ruta - Versatel-Dortmund - 1 etapa del Tour de Hesse - Giro d'Emilia - 1 etapa del Giro de la Provincia de Lucca - 2.º en el Tour de Francia - Campeonato Mundial Contrarreloj 2003 - Vuelta a Colonia - 2.º en el Tour de Francia, más 1 etapa 2004 - Vuelta a Suiza, más 2 etapas - Coppa Sabatini 2005 \| Resultados anulados desde el 1/5/2005 al 1/5/2007 \| \| ----------------------------------------------------------------------------------------------------------------------------------------------------- \| \| 2005 - 3.º en el Tour de Francia - 1 etapa Vuelta a Suiza - 1 etapa Vuelta a Alemania 2006 - 1 etapa del Giro de Italia - Vuelta a Suiza, más 1 etapa \| |
| Resultados anulados desde el 1/5/2005 al 1/5/2007 | |
| 2005 - 3.º en el Tour de Francia - 1 etapa Vuelta a Suiza - 1 etapa Vuelta a Alemania 2006 - 1 etapa del Giro de Italia - Vuelta a Suiza, más 1 etapa | |

## Resultados

### Grandes Vueltas
| Carrera | Carrera         | 1994 | 1995 | 1996 | 1997 | 1998 | 1999 | 2000 | 2001 | 2002 | 2003 | 2004 | 2005 | 2006 |
| ------- | --------------- | ---- | ---- | ---- | ---- | ---- | ---- | ---- | ---- | ---- | ---- | ---- | ---- | ---- |
|         | Giro de Italia  | —    | —    | —    | —    | —    | —    | —    | 52.º | —    | —    | —    | —    | Ab.  |
|         | Tour de Francia | —    | —    | 2.º  | 1.º  | 2.º  | —    | 2.º  | 2.º  | —    | 2.º  | 4.º  | 3.º  | —    |
|         | Vuelta a España | —    | Ab.  | —    | —    | —    | 1.º  | Ab.  | —    | —    | —    | —    | —    | —    |

—: no participa

Ab.: abandono

### Vueltas menores
| Carrera | Carrera              | 1994 | 1995 | 1996 | 1997 | 1998 | 1999 | 2000 | 2001 | 2002 | 2003 | 2004 | 2005 | 2006  |
| ------- | -------------------- | ---- | ---- | ---- | ---- | ---- | ---- | ---- | ---- | ---- | ---- | ---- | ---- | ----- |
|         | Tirreno-Adriático    | —    | —    | 30.º | —    | Ab.  | —    | Ab.  | —    | —    | —    | —    | —    | —     |
|         | Volta a Cataluña     | —    | —    | —    | —    | —    | —    | —    | —    | —    | —    | —    | 18.º | —     |
|         | Vuelta al País Vasco | —    | 68.º | 33.º | 21.º | —    | Ab.  | —    | —    | —    | —    | —    | —    | —     |
|         | Tour de Romandía     | —    | —    | —    | —    | —    | —    | —    | 55.º | —    | —    | —    | —    | 115.º |
|         | Vuelta a Suiza       | —    | 21.º | 19.º | 3.º  | 10.º | Ab.  | 5.º  | —    | —    | 7.º  | 1.º  | 3.º  | 1.º   |

—: no participa

Ab.: abandono

### Clásicas, Campeonatos yJuegos Olímpicos
| Carrera               | Carrera               | 1994 | 1995 | 1996 | 1997          | 1998          | 1999          | 2000 | 2001          | 2002          | 2003          | 2004 | 2005 | 2006 |
| --------------------- | --------------------- | ---- | ---- | ---- | ------------- | ------------- | ------------- | ---- | ------------- | ------------- | ------------- | ---- | ---- | ---- |
|                       | Milán-San Remo        | —    | —    | 48.º | 36.º          | —             | —             | —    | —             | —             | —             | —    | —    | —    |
| Amstel Gold Race      | Amstel Gold Race      | —    | —    | —    | —             | —             | 55.º          | —    | —             | —             | —             | —    | —    | —    |
| Flecha Valona         | Flecha Valona         | —    | 44.º | —    | —             | —             | —             | —    | —             | —             | 31.º          | Ab.  | —    | —    |
|                       | Lieja-Bastoña-Lieja   | —    | —    | —    | —             | —             | —             | —    | —             | —             | 29.º          | —    | —    | —    |
| Clásica San Sebastián | Clásica San Sebastián | —    | 21.º | 15.º | —             | —             | —             | —    | —             | —             | —             | —    | —    | —    |
| Gran Premio de Plouay | Gran Premio de Plouay | —    | —    | —    | —             | —             | —             | —    | —             | —             | —             | —    | 10.º | —    |
|                       | Giro de Lombardía     | —    | —    | —    | —             | —             | 27.º          | —    | —             | —             | —             | —    | —    | —    |
| París-Tours           | París-Tours           | —    | —    | —    | —             | —             | —             | Ab.  | —             | —             | —             | —    | —    | —    |
| JJ. OO. (Ruta)        | JJ. OO. (Ruta)        | ND   | ND   | —    | No se disputó | No se disputó | No se disputó | 1.º  | No se disputó | No se disputó | No se disputó | 19.º | ND   | ND   |
| JJ. OO. (CRI)         | JJ. OO. (CRI)         | ND   | ND   | —    | No se disputó | No se disputó | No se disputó | 2.º  | No se disputó | No se disputó | No se disputó | 7.º  | ND   | ND   |
| Mundial en Ruta       | Mundial en Ruta       | —    | —    | —    | —             | —             | 8.º           | —    | 13.º          | —             | —             | —    | —    | —    |
| Mundial Contrarreloj  | Mundial Contrarreloj  | 3.º  | —    | —    | —             | —             | 1.º           | —    | 1.º           | —             | —             | —    | —    | —    |
| Alemania en Ruta      | Alemania en Ruta      | —    | —    | 2.º  | 1.º           | 2.º           | —             | 4.º  | 1.º           | —             | —             | 7.º  | —    | —    |
| Alemania CRI          | Alemania CRI          | 2.º  | 1.º  | —    | —             | —             | —             | —    | —             | —             | —             | —    | —    | —    |

—: no participa

Ab.: abandono

X: No se disputó

## Premios y reconocimientos
- Bicicleta de Oro (1997)
- 2.º en la Bicicleta de Oro (1999)
- 3.º en la Bicicleta de Oro (2000)

## Equipos
- Telekom (1994-2002)
  - Telekom-Eddy Merckx (Aficionados) (1994)
  - Team Deutsche Telekom (1995-2001)
  - Team Telekom (2002)
- Coast/Bianchi (2003)
  - Team Coast (hasta mayo de 2003)
  - Team Bianchi (a partir de mayo de 2003)
- T-Mobile (2004-2006)